# Xã Lemon, Quận Butler, Ohio
Xã Lemon (tiếng Anh: Lemon Township) là một xã thuộc quận Butler, tiểu bang Ohio, Hoa Kỳ. Năm 2010, dân số của xã này là 13.875 người.